# ماثيو فيتزباتريك
ماثيو فيتزباتريك (بالإنجليزية: Matthew Fitzpatrick)‏ هو لاعب غولف بريطاني، ولد في 1 سبتمبر 1994 في شفيلد في المملكة المتحدة.

## وصلات خارجية
- ماثيو فيتزباتريك على موقع رابطة لاعبي الغولف المحترفين (الإنجليزية)
- ماثيو فيتزباتريك على موقع رابطة أوروبا للاعبي الغولف المحترفين (الإنجليزية)
- ماثيو فيتزباتريك على موقع التصنيف العالمي الرسمي للغولف (الإنجليزية)